# Apterocis lanaiensis
Apterocis lanaiensis är en skalbaggsart som beskrevs av Perkins 1900. Apterocis lanaiensis ingår i släktet Apterocis och familjen trädsvampborrare. Inga underarter finns listade i Catalogue of Life.